# Позина
По̀зина (на италиански: Posina; на венециански: Pòsena, Позена) е село и община в Северна Италия, провинция Виченца, регион Венето. Разположено е на 554 m надморска височина. Населението на общината е 566 души (към 2015 г.).